# Comuna Stavîșce, Korosten
Stavîșce (în ucraineană Ставищенська сільська рада) este o comună în raionul Korosten, regiunea Jîtomîr, Ucraina, formată din satele Kropîvnea, Stavîșce (reședința) și Zarubînka.

## Demografie
Componența lingvistică a comunei Stavîșce
     Ucraineană (100%)
Conform recensământului din 2001, toată populația comunei Stavîșce era vorbitoare de ucraineană (100%).